# 김재성 (1999년)
김재성(金哉成, 1999년 7월 15일 ~ )은 대한민국의 축구 선수로 포지션은 오른쪽 풀백, 오른쪽 측면 미드필더, 왼쪽 풀백이며 현재 K리그1 수원 FC 소속이다.